# Takydromus dorsalis
Die Takydromus dorsalis (jap. サキシマカナヘビ, Sakishima-Kanahebi) ist eine Tierart aus der Gattung der Schnellläufer-Eidechsen (Takydromus). Die Eidechsenart ist auf der Roten Liste der IUCN als stark gefährdet (Endangered) eingestuft.

## Vorkommen und Lebensweise
Das Verbreitungsgebiet der Eidechsenart ist auf die Yaeyama-Inseln im Süden Japans begrenzt. Dort findet man sie auf den vier Inseln Ishigaki-jima, Iriomote-jima, Kohama-jima und Kuroshima. Ein Teil dieses Lebensraums liegt innerhalb des Iriomote-Ishigaki-Nationalparks. Takydromus dorsalis ist tagaktiv und bewohnt subtropische Wiesen und offene Wälder. Jungtiere bevorzugen Grasland und Sträucher, während ausgewachsene Tiere eher auf Blättern und Ästen zu finden sind. Die Weibchen legen im Frühling bis Sommer Gelege von ein bis zwei Eiern.

## Gefährdungsstatus
Die Eidechsenart ist auf der Roten Liste der International Union for Conservation of Nature and Natural Resources (IUCN) als stark gefährdet (Endangered) eingestuft.
Die Hauptbedrohung ist der Verlust und die Zerstörung von Lebensräumen aufgrund der Landentwicklung. Auf Iriomotejima hat die Ausweitung des Ackerland- und Straßenbaus zum Verlust eines für die Eidechsenart geeigneten Wald-Grasland-Mosaiks geführt. Der größte Teil der Insel Kuroshima besteht inzwischen aus Weiden und es ist wahrscheinlich, dass eine weitere Ausweitung auch zur Zerstörung wichtigen Lebensraums führte, indem schattenspendende Vegetation entfernt wurde. Darüber hinaus sind invasive Pfauen eine Bedrohung für die Population auf dieser Insel.

## Merkmale
Mit einer Gesamtlänge von etwa 26–32 cm ist es die größte in Japan verbreitete Art aus der Familie der Echten Eidechsen (Lacertidae). Die Kopf-Rumpf-Länge beträgt etwa 7 cm. Die Eidechse hat eine schlanke Figur einschließlich des Kopfes und der Schwanz ist extrem lang und erreicht etwa Dreiviertel der Gesamtlänge der Eidechse. Die Seite bis zur Rückseite des Rumpfes ist gleichmäßig fein mit Schuppen bedeckt. Die Anzahl kleiner perforierter Schuppen am Oberschenkel (Femoralporen) beträgt nach Arnold (1997) 3, nach Zhao (1999) 2 bis 3. Die Körperfarbe ist auf dem Rücken gelblichgrün oder türkis und auf dem Bauch gelblichweiß, weiß oder hellgelbgrün. Am Körper gibt es keine besonderen Merkmale, nur am Kopf sind schwarze Streifen von der Nasenspitze über die Augen. Die Farbe ist unterhalb dieser schwarzen vertikalen Linie hell. Es gibt keinen Unterschied in der Körperfarbe zwischen männlichen und weiblichen Tieren.
Stejneger merkte in seiner Erstbeschreibung an, dass im Gegensatz zu anderen Arten der Gattung Takydromus die dorsalen Schuppen klein und nicht in Längsreihen angeordnet sind. Daneben gibt es keinen abrupten Übergang zu den seitlichen Schuppen.

## Abgrenzung zu ähnlichen Arten

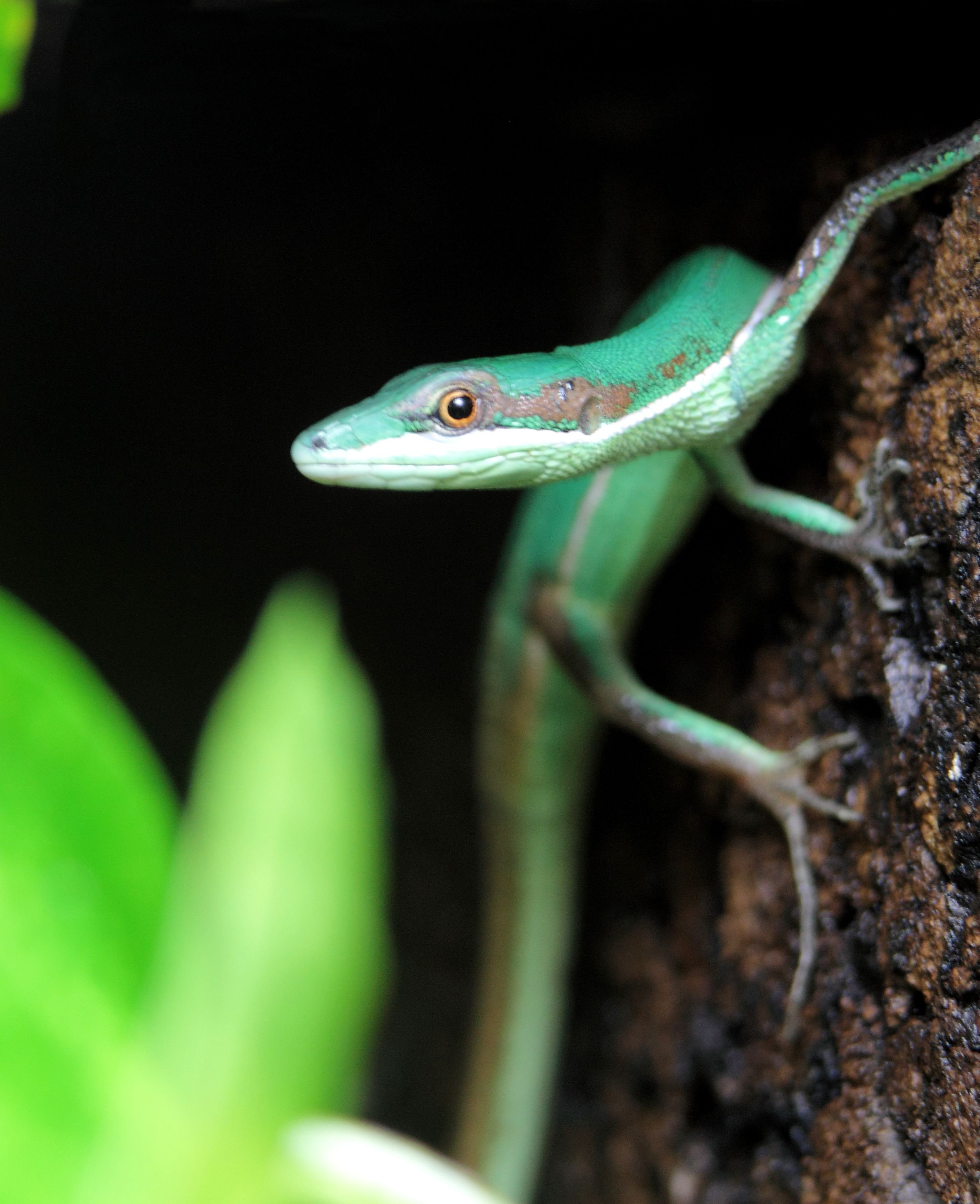
Takydromus smaragdinus – mit typischer weißer Linie an der Körperseite

Ähnlich aussehende in Japan verbreitete grüne Langschwanzeidechsen sind die Arten Takydromus smaragdinus (jap. アオカナヘビ, Ao-Kanahebi) und Takydromus toyamai (jap. ミヤコカナへビ, Miyako-Kanahebi). Diese beiden Arten unterscheiden sich zum einen dadurch, dass die Schuppen auf der Rückseite des Körpers deutlich größer sind als die an den Seiten, während die Schuppen bei Takydromus dorsalis gleichmäßig fein sind. Takydromus smaragdinus ist ebenfalls auf den Ryūkyū-Inseln endemisch. Diese Art hat jedoch einen weißen Lateralstreifen von der Oberlippe die Körperseite entlang. Takydromus toyamai zeigt keine solche weiße Linie oder eine schwarze vertikale Linie auf der Oberlippe wie bei Takydromus dorsalis.
Weitere grüne bis braungrüne Langschwanzeidechsen sind die Arten Takydromus stejnegeri und Takydromus formosanus, die jedoch beide auf Taiwan endemisch sind, sowie Takydromus hani, die in Vietnam verbreitet ist.  Deutlich grün gefärbt ist die in China anzutreffende Art Takydromus sylvaticus.